# Stevan Jovetić
Stevan Jovetić (Ciríl·lic montenegrí: Стеван Јоветић) (Titograd, República Federal Socialista de Iugoslàvia, 2 de novembre de 1989) és un futbolista montenegrí, que juga com a davanter o migcampista ofensiu.

## Trajectòria
Als 11 anys va començar a jugar a l'FK Mladost Podgorica, tres anys més tard, faria el salt a l'FK Partizan.

### FK Partizan
Va debutar amb el Partizan als 16 anys. Era l'abril del 2006 en un partit de la Superlliga Sèrbia contra l'FK Voždovac.
Amb només 17 anys va marcar el seu primer Hat trick en un partit oficial de la Copa de la UEFA, va ser contra l'equip bosni del HŠK Zrinjski Mostar.
El gener del 2008, després de la marxa d'Antonio Rukavina i amb només 18 anys, va ser escollit capità de l'equip. D'aquesta manera va esdevenir el jugador més jove en lluir el braçalet de capità de l'equip serbi.

### ACF Fiorentina
El maig del 2008 va fitxar per la Fiorentina. El fitxatge es va quantificar en £8m.
Durant la seua primera temporada amb La Viola, la 2008/09, va jugar vint-i-nou partits i va marcar dos gols, el primer dels quals contra l'Atalanta BC de penal.
Durant la temporada 2009/10 va marcar alguns gols transcendentals per al seu equip a la Copa d'Europa 2009/10. El primer contra l'Sporting Clube de Portugal que classificava a l'equip per a la primera fase de la competició i després contra el Liverpool FC va marcar dos gols més, en la històrica victòria de la Fiorentina sobre l'equip anglès.
En la pretemporada 2010/11 va patir una greu lesió en què es va trencar els lligaments creuats, aquesta lesió el va apartar tota la temporada dels terrenys de joc. Malgrat la lesió el jugador va ampliar el seu contracte tres anys més, fins a l'estiu del 2016.
En les dos temporades següents, la 2011/12 i la 2012/13, Jovetić ha marcat vint-i-set gols en cinquanta-vuit partits, fet que va disparar la seua cotització arreu d'Europa.

### Manchester City
L'estiu del 2013 es va fer oficial el seu traspàs al Manchester City per 26 milions d'euros més 4 variables.

### Inter de Milà
L'estiu del 2015 va ser cedit a l'Inter. L'acord de cessió era per divuit mesos i després el traspàs definitiu a l'equip italià. El dia del seu debut a la Serie A amb l'equip neroazurro va aconseguir el gol de la victòria en el temps afegit, en la segona jornada també marcaria els dos gols de la victòria de l'equip milanès.

### Sevilla FC
El 9 de gener de 2017 el jugador arriba cedit a l'equip andalús amb opció de compra que arribaria als 14 milions d'euros. Va debutar el 12 de gener en la tornada dels vuitens de final de la Copa del Rei contra el Reial Madrid començant de suplent i marcant un gol a l'empat a tres gols (6-3 al global). Uns dies després, el 15 de gener, dona la victòria al temps afegit al seu club per 2 a 1 marcant de nou davant el Reial Madrid en el qual va ser el seu debut a La Liga, fent dos gols en dos partits davant el club merengue.

## Selecció montenegrina
Jugador habitual de la selecció de Montenegro, va debutar oficialment amb la seua selecció contra Hongria el març del 2007. Contra aquesta mateixa selecció també va marcar el seu primer gol, l'agost del 2008.